# مقياس النيل بأسوان

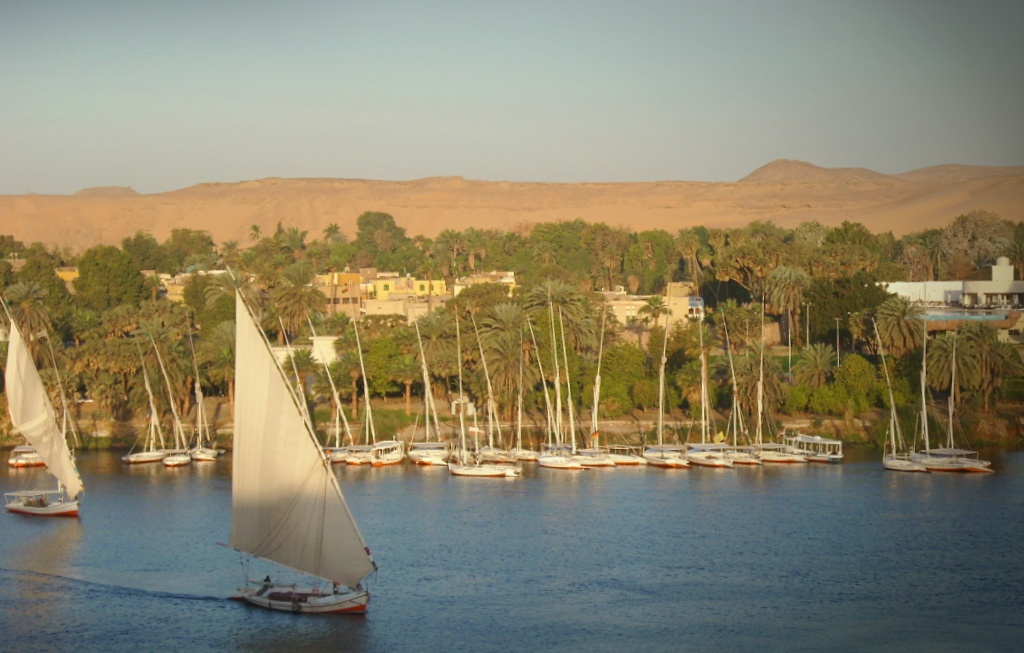
النيل في أسوان

مقياس النيل الذي أقيم بجوار جزيرة الفنتين بنهر النيل بمدينة أسوان ويرجع تاريخه إلى العصر الروماني وتظهر عليه مقاييس فيضان النيل باللغات اليونانية الديمقراطية والعربية وكان مستعملاً إلى وقت قريب، وهو ليس بمقياس سرعة أو عداد مسافات أو مقياس للضغط الجوي أو حتى ترمومتر، ألا وهو مقياس مياه النيل.
كان المصريون القدماء يعتقدون بأن من استطاع قراءة مقياس مياه النيل امتلك معرفة كنوز مصر الأكثر قداسة حتى إن التنبؤ بالمطر قبل سقوطه كان عاملاً أساسياً لتحديد الضرائب المتوجب على الفلاحين دفعها، فليس غريبًا أن تحفظ هذه «التكنولوجيا العالية» بعد اختراعها، في المعابد ولا يسمح لأحد بالوصول إليها سوى الكهنة والحكام.